# Ilona Tatai
Ilona Tatai (* 19. Januar 1935 in Budapest) ist eine ehemalige ungarische Wirtschaftsmanagerin und Politikerin der der Ungarischen Sozialistischen Arbeiterpartei MSZMP (Magyar Szocialista Munkáspárt), die unter anderem zwischen 1975 und 1990 Generaldirektorin des Gummiherstellers Taurus war. Am 22. Mai 1988 wurde sie zum Mitglied des Politbüro des ZK der MSZMP gewählt und gehörte diesem obersten Führungsgremium der Ungarischen Sozialistischen Arbeiterpartei bis zum 24. Juni 1989 an. Sie war damit nach Valéria Benke und Judit Csehák die dritte und zugleich letzte Frau im Politbüro der MSZMP und die erste Wirtschaftsmanagerin in dieser Funktion.

## Leben
Ilona Tatei, Tochter eines Arbeiters, begann nach dem Schulbesuch in Kőbánya 1952 eine Tätigkeit als Chemielaborantin an der Áron Gábor-Schule für Artillerietechnik und wechselte 1957 zu den Ungarischen Röhrenwerken Magyar Adócsőgyárban, ehe sie 1959 eine Tätigkeit als Laborantin und Managerin bei Ruggyantaárugyárnál wurde, einem Betrieb zur Herstellung von Kunstharz. Daneben absolvierte sie ein Abendstudium der Fachrichtung Chemieingenieurwesen an der Technischen Universität Budapest (BEM), das sie 1962 abschloss. 1964 wurde sie Wissenschaftliche Mitarbeiterin bei der Nationalen Gummi-Gesellschaft (Országos Gumiipari Vállalatnál). 1965 begann Ilona Tatai, die zur gleichen Zeit der beitrat, eine Aspirantur am Sergei Wassiljewitsch Lebedew-Forschungsinstitut für Synthesekautschuk in Leningrad und schloss dieses 1968 als Kandidatin für chemische Wissenschaften ab.
Nach ihrer Rückkehr nach Ungarn trat sie als Abteilungsleiterin in die Taurus-Reifenfabrik (Taurus Abroncsgyárban) ein, in der sie 1970 Technische Produktionsleiterin wurde. Danach war sie zwischen 1975 und 1990 Generaldirektorin der Taurus-Gummigesellschaft (Taurus Gumiipari Vállalat). Als solche führte sie das Unternehmen aus der Rezession während der ungarischen Wirtschaftskrise und absolvierte während dieser Zeit auch ein Fernstudium im Fach Politische Ökonomie am Institut für Marxismus-Leninismus beim ZK der KPdSU, das sie 1976 mit einem Diplom abschloss. Während ihrer Zeit als Generaldirektorin von Taurus entwickelte sie mit einem Team von Wissenschaftlern auch verschiedene Patente, wie zum Beispiel Prozesse und Anlagen für die Zerkleinerung von Gummiabfällen und Gummischrott (1982), eine Vorrichtung zum Zerkleinerung organischer Stoffe (1987) sowie ein Verfahren zur Vulkanisation von laminaren Kautschukprodukten (1987). 1988 wurde sie für ihre Verdienste als Chemieingenieurin und Vorstandsvorsitzende von Taurus mit dem Ungarischen Staatspreis (A Magyar Népköztársaság Állami Díja) ausgezeichnet.
Mit Beginn der politischen Krise in Ungarn Ende der 1980er Jahre übernahm sie verstärkt höhere politische Funktionen innerhalb der MSZMP und wurde auf dem Plenum vom 23. Juni 1987 zum Mitglied des Zentralkomitees (ZK) der MSZMP sowie Mitglied des Wirtschaftsausschusses der Partei. Am 22. Mai 1988 wurde sie zum Mitglied des Politbüro des ZK der MSZMP gewählt und gehörte diesem obersten Führungsgremium der Ungarischen Sozialistischen Arbeiterpartei bis zum 24. Juni 1989 an. Sie war damit nach Valéria Benke und Judit Csehák die dritte und zugleich letzte Frau im Politbüro der MSZMP und die erste Wirtschaftsmanagerin in dieser Funktion.
Bei den Wahlen zum vierköpfigen Parteipräsidium der MSZMP – dem Nachfolgeorgan des Politbüros – am 24. Juni 1989 unterlag sie jedoch den männlichen Mitbewerbern Károly Grósz (Generalsekretär der Partei), Ministerpräsident Miklós Németh und den beiden Staatsministern Rezső Nyers und Imre Pozsgay.

## Veröffentlichungen
- A vállalati stratégia, Mitautor Olivér Dessewffy, 1984
- Stratégia kedvezőtlen környezetben, 1987